# Epistephium amplexicaule
Epistephium amplexicaule là một loài thực vật có hoa trong họ Lan. Loài này được (Ruiz & Pav.) Poepp. & Endl. mô tả khoa học đầu tiên năm 1836.